# Samuel Larsen
Samuel Peter Acosta Larsen, född 28 augusti 1991 i San Francisco i Kalifornien, är en amerikansk skådespelare och sångare, som tidigare har varit medlem i bandet Bridges I Burn. Han deltog år 2011 i realitytävlingen The Glee Project på TV-kanalen Oxygen, där han i finalen den 21 augusti stod som segrare. I och med denna vinst, fick han chansen att spela rollen som Joe Hart i TV-serien Glee, som han innehade fram till år 2013 (med ett kortare inhopp år 2015).
Larsens föräldrar, Henrik Larsen och Lupe Acosta Larsen, kommer ursprungligen från Danmark (fadern) och Mexiko (modern). Han har också en äldre bror vid namn Manolo, och en yngre syster vid namn Morgan.

## Diskografi

### Album
- 2012 – Pocket Love
- 2013 – 3 Blind Costumes
- 2016 – You Should Know

### Singlar
- 2016 – "Education"
- 2017 – "Blue"

### EP
- 2014 – Vice

## Filmografi (i urval)

### Filmer
- 2019 – After
- 2020 – After We Collided
- 2023 – Beautiful Disaster

### TV-serier
- 2010 – American Idol (TV-serie)
- 2011–2012 – The Glee Project (TV-serie)
- 2012–2013 – Glee (även 2015)
- 2015 – Hawaii Five-0 (TV-serie)